# Temelucha minnesotae
Temelucha minnesotae är en stekelart som beskrevs av Dasch 1979. Temelucha minnesotae ingår i släktet Temelucha och familjen brokparasitsteklar. Inga underarter finns listade i Catalogue of Life.